# 지미 새빌
제임스 윌슨 빈센트 "지미" 새빌(영어: James Wilson Vincent "Jimmy" Savile, 1926년 10월 31일~2011년 10월 29일)은 잉글랜드의 디스크 자키이자 방송인이다. 제2차 세계 대전 당시 영국 정부에 징집되어 웨스트요크셔주의 탄광에서 일했으며, 이곳에서 사고로 척추를 다쳐 오랜 기간 동안 회복에 전념하였다. 이후 1964년부터 2006년까지 BBC의 레코드 차트 프로그램 《탑 오브 더 팝스》의 진행자를 지냈다.

## 범죄 행각
지미 새빌은 폐렴으로 입원한 뒤 2011년 10월 사망했다. 사망 1년 뒤, 그가 BBC 내에서 여러 여성 스태프들을 성추행했다는 사실이 밝혀지면서 논란이 일었다. 성인 여성 이외에도 미성년자들 중에서도 지미 새빌에게 성추행과 성폭행을 당했다는 진술이 나왔다. 이에 따라 리즈 대학교와 베드퍼드셔 대학교에서는 명예 박사학위 수여를 취소하고 스카버러구에서는 명예시민 자격을 박탈하는 등, 새빌이 생전에 받았던 여러 영예들이 박탈되었다. 그러나 영국 정부와 교황청은 사망한 사람은 죽음과 동시에 명부에서 빠지게 되며, 영국의 경우 기사의 직위도 효력이 다하게 되는 것이기 때문에, 고인이 된 지미 새빌에게 가할 추가적인 서훈 박탈 조치는 법적으로 마련되어 있지 않다고 밝혔다. 이 여파로 유트리 작전이 시행되어 게리 글리터, 맥스 클리퍼드, 롤프 해리스 등의 범죄행각이 대거 추가로 발견되었다.

## 서훈
- 1972년 대영 제국 훈장 4등급(OBE) 수훈

- 병원 봉사와 자선 활동에 대한 공로 인정(For personal services to hospitals and to charities)
- 1990년 기사작위(Knight Bachelor) 서임

- 자선 활동에 대한 공로 인정(For charitable services)
- 1990년 교황청 성 대 그레고리오 훈장 나이트 커맨더(KCSG)[주 1] 수훈

### 주해
1. ↑  4개 등급 중 세번째 등급